# تيريون وير
تيريون جمار وير (بالإنجليزية: Terrion Jamar Ware؛ مواليد 31 مارس 1986) هو مُقاتل فنون قتالية مختلطة أمريكي.

## وصلات خارجية
- تيريون وير على موقع يو إف سي (الإنجليزية)
- تيريون وير على موقع شيردوغ (الإنجليزية)
- تيريون وير على موقع IMDb (الإنجليزية)
- تيريون وير على موقع قاعدة بيانات الفيلم (الإنجليزية)